# Doddahomma, Nanjangud
Doddahomma là một làng thuộc tehsil Nanjangud, huyện Mysore, bang Karnataka, Ấn Độ.